# آتن (تنسی)
آتن(به انگلیسی: Athens) شهری در ایالت تنسی کشور ایالات متحده آمریکا است که جمعیت آن در سرشماری سال ۲۰۱۰ میلادی، ۱۳٬۴۵۸ نفر بوده‌است.